# Łazy (Lublin)
Pour les articles homonymes, voir Łazy.
Łazy (prononciation : [ˈwazɨ]) est un village polonais de la gmina de Łuków dans le powiat de Łuków de la voïvodie de Lublin dans l'est de la Pologne.
Il se situe à environ 3 kilomètres à l'est de Łuków (siège de la gmina et du powiat) et 75 kilomètres au nord de Lublin (capitale de la voïvodie).
Le village comptait approximativement une population de 1 158 habitants en 2013.

## Histoire
De 1975 à 1998, le village est attaché administrativement à l'ancienne voïvodie de Siedlce.
Depuis 1999, il fait partie de la nouvelle voïvodie de Lublin.

## Personnalités liées au village
Henryk Pachulski, pianiste et compositeur est né ici, tout comme son frère aîné Władysław Pachulski, lui aussi musicien qui est devenu le beau-fils de la patronne de Pyotr Ilyich Tchaikovsky: Nadejda von Meck et a joué un rôle important dans la rupture de leur relation.